# Nicolas Benjamin Delapierre
Nicolas Benjamin Delapierre né en 1734 à La Croix-Rousse et mort le 23 janvier 1802 est un peintre français qui mène une carrière de portraitiste à la cour impériale de Russie et à Lyon.

## Biographie
Né en 1734 à La Croix-Rousse, Nicolas Benjamin Delapierre est élève de Charles André van Loo et de Jean-Baptiste-Siméon Chardin. Pendant de nombreuses années, il exerce aussi en Russie, à Moscou (1767) et à Saint-Pétersbourg à partir de 1768, où il enseigne à l'Académie impériale des arts et peint les portraits des membres de la famille de Pierre Cheremetiev, l'un des hommes les plus riches du monde, à son époque.
En 1770, il est agréé par l'Académie pour un portrait de Catherine II, et devient également « peintre royal », exécutant les portraits des principaux membres de la famille impériale.
En 1786, Delapierre revient en France et s'établit à Lyon, où il expose quatre de ses portraits au Salon des arts du 25 août 1786 au 11 septembre 1786. Auparavant, il peut assister à la biennale du Salon de 1785 à Paris, événement très populaire parmi les artistes et les amateurs d'art de toute l'Europe.
Il meurt à la Croix-Rousse à Lyon le 23 janvier 1802

## L'énigme duPortrait du gentilhomme assis

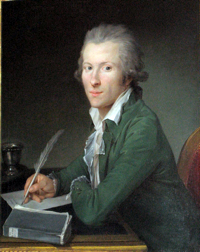
Portrait d'un gentilhomme assis (1785), localisation inconnue.

L'une de ses toiles, Portrait d'un gentilhomme assis, reste mystérieuse. Le portrait bien exécuté, daté de 1785, montre un homme du XVIIIe siècle assis à un bureau et commençant à écrire sur une seule feuille de papier. Sur le bureau, au premier plan, se trouve un exemplaire de la brochure financière De la Caisse d'escompte, publiée le 17 mai 1785 par le célèbre orateur et homme d'État français Mirabeau.
Or le portrait est peint plusieurs années avant que Mirabeau n'atteigne la notoriété, alors que ce pamphlet a des répercussions importantes menant à la Révolution française. Certains critiques y reconnaissent le premier portrait de Thomas Jefferson,.

## Œuvres
- Une mère nourrissant son enfant, 1782 (Coll. privée[6])
- Portrait d'un gentleman assis, 1785 (Coll. privée, États-Unis[6])
- La Fileuse, 1797.

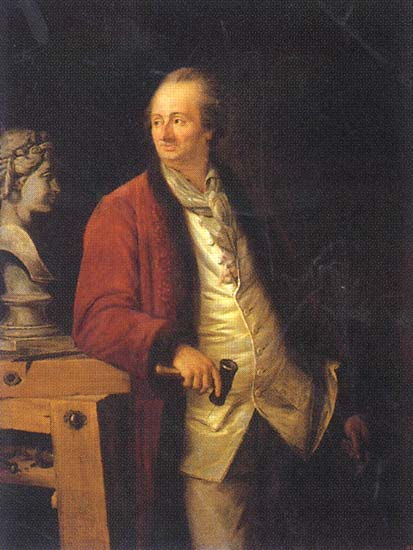
Nicolas-François Gillet, (1770), Saint-Pétersbourg, Musée russe.
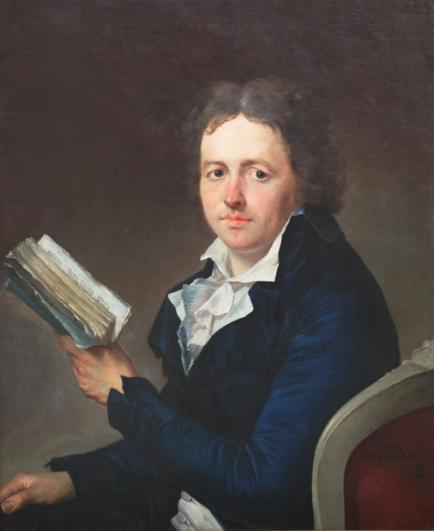
Portrait de Joseph Jacotot (1798), localisation inconnue.